# Urania (jornal)
Urania foi uma revista de estudos de gênero feministas de circulação privada, publicada entre 1916 e 1940. Os editores incluíram Eva Gore-Booth, Esther Roper, Irene Clyde, Dorothy Cornish e Jessey Wade. Foi publicada bimestralmente de 1916 a 1920, depois trienalmente devido aos altos custos.

## Background
Muitos dos editores da revista estavam ligados através da União Étnica, um grupo feminista revolucionário de curta duração formado em 1911.

## História
A intenção de Urania era desafiar os estereótipos de gênero e promover a abolição do binário de gênero, cada edição era intitulada com a declaração: "Não há 'homens' ou 'mulheres' em Urania." "Sexo é um acidente" era um termo frequentemente usado no periódico.
Foi publicado privadamente pela DR Mitra, Manoranjan Press, Bombaim.
O periódico permaneceu privado durante seus 24 anos de história; uma nota dos distribuidores no final de cada edição declarava "Urania não é publicada, nem oferecida ao público, mas [...] pode ser adquirida por amigos." Os editores da Urania deliberadamente promoveram uma rede informal de apoiadores e simpatizantes, encorajando os leitores a enviar seus nomes para um registro. A revista afirmava ter uma circulação de cerca de 250 exemplares e era distribuída gratuitamente. Bibliotecas universitárias em Oxford, Cambridge e América estocaram Urania, embora algumas faculdades femininas de Oxford tenham proibido a publicação.

## Conteúdo
Entre outros conteúdos, a revista publicou artigos sobre movimentos feministas ao redor do mundo e compilou informações sobre cirurgias de redesignação de gênero bem-sucedidas.

## Legado
A Biblioteca Feminina da London School of Economics digitalizou a edição de Urania de 1919 a 1940 e publicou-a online em 2023.